# Andethele
Andethele Coyle, 1995 è un genere di ragni appartenente alla famiglia Ischnothelidae.

## Distribuzione
Le tre specie oggi note sono state reperite in Perù.

## Tassonomia
Dal 1995 non sono stati esaminati esemplari delle specie di questo genere.
Attualmente, a dicembre 2020, si compone di tre specie:
- Andethele huanca Coyle, 1995[2] — Perù
- Andethele lucma Coyle, 1995 — Perù
- Andethele tarma Coyle, 1995 — Perù